# Kiele kiele Koeweit
Kiele kiele Koeweit is een single van Farce Majeure.
De oliecrisis van 1973 was een dankbaar onderwerp voor het carnaval van 1974. Pierre Kartner en Boer Koekoek kwamen met Den Uyl is in den olie. Het kleinkunstgezelschap Farce Majeure met Kiele kiele Koeweit. Den Uyl had een groter succes, maar Koeweit volgde rustig.
De tekst van het refrein was gebaseerd op het befaamde (Amsterdamse) lied over het Tolhuis (in Noord bij de Buiksloterwegpont).
Het plaatje zorgde na uitreiking van het eerste exemplaar aan Mahmoud Rabbani, de honorair consul van Koeweit, voor een klein relletje aldaar, maar gevolgen had het niet.
Zowel Den Uyl als Koeweit verschenen op het platenlabel Elf Provinciën.

## Hitnotering

### Nederlandse Top 40
| Hitnotering: week 5 t/m 11 in 1974 | Hitnotering: week 5 t/m 11 in 1974 | Hitnotering: week 5 t/m 11 in 1974 | Hitnotering: week 5 t/m 11 in 1974 | Hitnotering: week 5 t/m 11 in 1974 | Hitnotering: week 5 t/m 11 in 1974 | Hitnotering: week 5 t/m 11 in 1974 | Hitnotering: week 5 t/m 11 in 1974 | Hitnotering: week 5 t/m 11 in 1974 |
| Week:                              | 1                                  | 2                                  | 3                                  | 4                                  | 5                                  | 6                                  | 7                                  |                                    |
| ---------------------------------- | ---------------------------------- | ---------------------------------- | ---------------------------------- | ---------------------------------- | ---------------------------------- | ---------------------------------- | ---------------------------------- | ---------------------------------- |
| Positie:                           | 15                                 | 3                                  | 3                                  | 5                                  | 7                                  | 16                                 | 19                                 | uit                                |

### NederlandseDaverende 30
| Hitnotering: 2-2-1974 t/m 15-3-1974 | Hitnotering: 2-2-1974 t/m 15-3-1974 | Hitnotering: 2-2-1974 t/m 15-3-1974 | Hitnotering: 2-2-1974 t/m 15-3-1974 | Hitnotering: 2-2-1974 t/m 15-3-1974 | Hitnotering: 2-2-1974 t/m 15-3-1974 | Hitnotering: 2-2-1974 t/m 15-3-1974 | Hitnotering: 2-2-1974 t/m 15-3-1974 |
| Week:                               | 1                                   | 2                                   | 3                                   | 4                                   | 5                                   | 6                                   |                                     |
| ----------------------------------- | ----------------------------------- | ----------------------------------- | ----------------------------------- | ----------------------------------- | ----------------------------------- | ----------------------------------- | ----------------------------------- |
| Positie:                            | 16                                  | 5                                   | 3                                   | 5                                   | 8                                   | 18                                  | uit                                 |